# Strimmig blomsterpickare
Strimmig blomsterpickare (Dicaeum aeruginosum) är en fågel i familjen blomsterpickare inom ordningen tättingar.

## Utbredning och systematik
Den delas upp i tre underarter med följande utbredning:
- D. a. striatissimum – norra Filippinerna
- D. a. aeruginosum – södra Filippinerna
- D. a. affine – Palawan i västra Filippinerna

Arten betraktas ofta som en del av tjocknäbbad blomsterpickare (D. agile).

## Status
IUCN erkänner inte strimmig blomsterpickare som egen art, varför dess hotstatus inte formellt bedömts.